# Proto-maia
El proto-maia és l'ancestre hipotètic de les llengües maies tant de les que encara es parlen actualment com de les ja extingides, inclosa el maia clàssic documentat en les inscripcions jeroglífiques maies.

Genealogia de les llengües maies

## Fonologia
El protomaia té els següents sons, d'acord amb la reconstrucció efectuada per Campbell i Kaufman (1985).
Cinc vocals: a, e, i, o i u. Cadascuna d'elles té una versió curta i una versió llarga: aa, ee, ii, oo i uu,
|            | Bilabial | Bilabial | Alveolar    | Alveolar    | Palatal | Palatal   | Velar  | Velar    | Uvular | Uvular   | Glotal |       |
| ---------- | -------- | -------- | ----------- | ----------- | ------- | --------- | ------ | -------- | ------ | -------- | ------ | ----- |
|            | simple   | ejectiva | simple      | ejectiva    | simple  | ejectiva  | simple | ejectiva | simple | ejectiva | simple |       |
| Oclusives  | p [p]    | b' [ɓ]   | t [t]       | t' [t']     | ty [tʲ] | ty' [tʲ'] | k [k]  | k' [k']  | q [q]  | q' [q']  | ' [ʔ]  |       |
| Africades  |          |          | ts [ʦʰ]     | ts' [ʦ’]    | ch [ʧʰ] | ch' [ʧ’]  |        |          |        |          |        |       |
| Fricatives |          |          | s [s]       | s [s]       | x [ʃ]   | x [ʃ]     |        |          | j [X]  | j [X]    | h [h]  | h [h] |
| Nasals     | m [m]    | m [m]    | n [n]       | n [n]       |         |           | nh [ŋ] | nh [ŋ]   |        |          |        |       |
| Líquides   |          |          | l [l] r [r] | l [l] r [r] |         |           |        |          |        |          |        |       |
| Lliscants  |          |          |             |             | y [j]   | y [j]     | w [w]  | w [w]    |        |          |        |       |

### Regles sonores
El següent conjunt de canvis en el proto-maia per a les llengües modernes s'utilitza com a base de la classificació de les llengües maies. Cada canvi de so pot ser compartit per molts idiomes, un fons gris indica que no hi ha hagut cap canvi.
| Huasteca         | Iucatec   | Chol-Tzeltal     | Chol-Tzeltal | Qanjobal-Chuj | Qanjobal-Chuj | Quitxé-Mam   | Quitxé-Mam           | Quitxé-Mam | Quitxé-Mam |
| ---------------- | --------- | ---------------- | ------------ | ------------- | ------------- | ------------ | -------------------- | ---------- | ---------- |
| Huasteca         | Iucatec   | Chol             | Tzeltal      | Qanjobal      | Chuj          | Quitxé       | Quitxé               | Mam        | Mam        |
| Huasteca         | Iucatec   | Chol             | Tzeltal      | Qanjobal      | Chuj          | Quitxé       | Caqtxiquel- Tzutujil | Mam        | Ixil       |
| *w > b           |           |                  |              |               |               |              |                      |            |            |
| *h > w/_o,u      |           |                  |              |               |               |              |                      |            |            |
| *q > k, *q' > k' |           |                  |              |               |               |              |                      |            |            |
| *ŋ > h           | *ŋ > n    | *ŋ > n           | *ŋ > n       | *ŋ > n        | *ŋ > n        | *ŋ > x       | *ŋ > x               | *ŋ > x     | *ŋ > x     |
|                  |           | *e: > i, *o: > u |              |               |               |              |                      |            |            |
|                  | *a: > ɨ   |                  |              |               |               |              |                      |            |            |
|                  | *-t > -tʃ |                  |              |               |               |              |                      | *t > tʃ    | *t > tʃ    |
|                  |           |                  |              |               |               |              | *-h > -j             |            |            |
|                  |           |                  |              |               |               | CVʔVC > CVʔC |                      |            |            |
|                  |           |                  |              |               |               |              |                      | *r > t     |            |
|                  |           |                  |              |               |               |              |                      | *r > j     |            |
|                  |           |                  |              |               |               |              |                      | *tʃ > tʂ   |            |
|                  |           |                  |              |               |               |              | *-ɓ > -ʔ/VCV_#       |            |            |

### Desenvolupaments
Les oclusives palatalitzades [tʲ'] i [tʲ] no han passat a qualsevol dels grups moderns. Més aviat es reflecteix de manera diferent en les diferents branques que permeten una reconstrucció d'aquests fonemes com a consonants palatals. En la branca oriental (Chuj-Qanjobal i Ch'ol) es reflecteixen com [ts] i [ts'] i en yukatek i quitxé com a [ʧʰ] i [ʧ’].
| Protomaia | Qanjobal | Mam   | Quitxé | Català  |
| --------- | -------- | ----- | ------ | ------- |
| *tʲeːʔ    | teʔ      | tseʔ  | ʧeːʔ   | Arbre   |
| *tʲaʔŋ    | tan      | tsaʔX | ʧaːX   | cendres |

La líquida protomaia [r] es reflecteix com a [j] en les llengües orientals (chuj-qanjobal i ch'ol), huastec i yukatek i com a [ʧʰ] en mam i [r] en quitxé i poqom.
| Protomaia | Yukatek | Ixil  | Quitxé | Català |
| --------- | ------- | ----- | ------ | ------ |
| *raʔʃ     | jaʔʃ    | tʃaʔʃ | raʃ    | verd   |
| *kar      | kaj     | tʃaj  | kar    | peix   |

La velar nasal protomaia *[ŋ] és reflectida com a [x] en la branca occidental (quitxé, mam), com [n] en qanjobal, ch'ol i yukatek, i a penes conservat amb [ŋ] en chuj i popti. En huastec *[ŋ] és reflectit com a [h].
| Protomaia | Qanjobal | Ixil | Popti | Català |
| --------- | -------- | ---- | ----- | ------ |
| *ŋeːh     | ne       | xeh  | ŋeh   | cua    |

L'estatut divergent del huastec és revelat per una sèrie d'innovacions que no es comparteix amb altres grups. El huastec és l'única branca que va substituir la *[w] protomaia per [b].
El huastec (però no el chicomuceltec) és també l'única llengua maia que té un fonema velar labialitzat, [kʷ]; però se sap que és un desenvolupament postcolonial: de la comparació de documents de l'època colonial en huastec amb huastec modern es pot observar que quan es troba el [kʷ] modern originàriament es trobaven seqüències de *[k] seguides per una vocal arrodonida i una semivocal. Per exemple, la paraula "voltor", que en huastec modern es pronuncia [kʷiːʃ], s'escrivia <cuyx> en huastec colonial, i es pronunciava *[kuwiːʃ].
L'agrupament de les branques cholan i iucatec es basa en part en el canvi innovador *[a] curt en [ɨ]. Totes les llengües cholan alteren les vocals llargues proto-maies *[eː] i *[oː] en [i] i [u] respectivament. L'estatut independent del yukatek s'evidencia pel fet que totes les llengües iucatecanes havien reemplaçat la *[t] protomaia per [ʧ] en la posició final de la paraula.
Les llengües quitxé-mam i qanjobal han conservat les aturades uvulars proto-maies ([q] i [q’]); a totes les altres branques aquests sons es van fusionar amb [k] i [k’], respectivament. Per tant, es pot dir que l'agrupació quiché-mamn es basa principalment en retencions compartides en lloc d'innovacions.
El mam es distingeix del quitxé en gran part per un canvi en la cadena que altera *[r] en [t], *[t] en [ʧ], *[ʧ] en [ʈʂ] i *[ʃ] en [ʂ]. Aquestes africades i fricatives retroflexes es van ampliar més tard al qanjobal per contacte lingüístic.
Dins la branca quitxé, el caqtxikel i el tzutujil difereixen del quitxé per haver canviat *[w] i *[ɓ] finals protomaies en [j] i [ʔ] respectivament en paraules polisil·làbiques.
Altres canvis són generals a tota la família maia. Per exemple la fricativa glotal proto-maia *[h], que no ha retingut cap llengua com a tal, té nombrosos reflexos en diverses llengües filles dependent de la seva posició en la paraula. En alguns casos va allargar una vocal precedent en idiomes que mantenen la mètrica de les vocals. En altres llengüe es va convertir en [w], [j], [ʔ], [x], o desaparegué.
S'han produït altres innovacions esporàdiques de forma independent en diverses branques. Per exemple, desapareix la mètrica distintiva de les vocals en q'anjobal-chuj (excepte mochó i akatek), caqchikel i ch'ol. Altres llengües han transformat la distinció de la mètrica en vocals tenses versus vocals relaxades, perdent més tard aquesta distinció en la majoria de casos. No obstant això el kaqchikel manté un tipus de vocal schwa centralitzada i relaxada com un reflex d'[a] protomaia.
Dues llengües, el yukatek i l'uspantek, incloent un dialecte del tzotzil, introduiran una distinció tonal entre les vocals, com tons baixos i alts corresponents a l'anterior mètrica de les vocals a més de reflectir *[h] i *[ʔ].